# Kaksoset (ö i Norra Savolax, Inre Savolax, lat 62,79, long 26,43)
Kaksoset är en ö i Finland. Den ligger i sjön Konnevesi och i kommunen Vesanto i den ekonomiska regionen  Inre Savolax ekonomiska region  och landskapet Norra Savolax, i den centrala delen av landet, 300 km norr om huvudstaden Helsingfors. Öns area är 0,3 hektar och dess största längd är 90 meter i öst-västlig riktning.